# Ahmed El-Gendy
Ahmed El-Gendy, född 1 mars 2000 i Kairo är en egyptisk modern femkampare.

## Karriär
2021 vann Elgendy silver på olympiska sommarspelen 2020. Under olympiska sommarspelen 2024 vann han OS-guld efter att ha slagit nytt världsrekord i finalen med 1 555 poäng. Elgendy har också deltagit i fyra VM med ett brons från 2021 som bästa resultat.
Vid invigningen av OS 2024 var han också en av Egyptens två fanbärare.